# Derazhnia
Derazhnia (em ucraniano:   Деражня; em polonês/polaco:   Dzierażnia) é uma cidade da Ucrânia, situada no Oblast de  Khmelnytski. Tem 17,55 km² de área e sua população em 2020 foi estimada em 9.969 habitantes.